# 胡张良
胡张良（1973年4月—），男，安徽太湖人，中华人民共和国外交官，曾任中华人民共和国驻塞拉利昂共和国特命全权大使和外交部行政司司长，现任国家国际发展合作署副署长。

## 生平
毕业于安徽大学外语学院英语专业。1995年，进入中华人民共和国外交部工作，先后在外交部非洲司、驻肯尼亚大使馆、驻塞拉利昂大使馆任职。2010年，挂职山东省乳山市副市长。2012年，任驻英国大使馆参赞。2013年，任驻南非大使馆参赞。2016年，任外交部非洲司副司长。2019年4月，出任中华人民共和国驻塞拉利昂大使。2022年9月，自驻塞拉利昂大使离任。10月，任外交部行政司司长。2024年11月，任国家国际发展合作署副署长。

## 家庭
已婚，夫人周敏，两人育有一子。